# Itapetim
Itapetim is een gemeente in de Braziliaanse deelstaat Pernambuco. De gemeente telt 14.063 inwoners (schatting 2009).